# فرودگاه شهرستان سوتر
فرودگاه سوتر کانتی (به انگلیسی: Sutter County Airport) یک فرودگاه همگانی است که یک باند فرود آسفالت دارد و طول باند آن ۹۲۸ متر است. این فرودگاه در کشور ایالات متحده آمریکا قرار دارد و در ارتفاع ۱۷٫۷ متری از سطح دریا واقع شده است.